# 서혜정
서혜정(1962년 4월 9일 ~ )은 대한민국의 성우로, 1982년 한국방송 성우극회 공채 17기로 입사했다.

## 출연 작품
굵은 글씨는 주인공,메인 캐릭터.

### 애니메이션
- 2020년 우주의 원더키디 (KBS) - 비비라, 코보트
- 고질라 (KBS) - 오드리
- 겨울연가 (KBS) - 강미희
- 꼬마 유령 캐스퍼 (KBS) - 스컬리 유령
- 나나 (애니원) -  오사키 나나
- 달의 요정 세일러문 (KBS) - 비키 / 세일러 마스, 네헤레네아, 유진, 오로라 공주, 세이렌, 퀸 세레니티, 푸치롤, 필리아
- 데빌 레이디 (XTM) - 선우 준(데블 레이디)
- 독수리 5형제 (SBS) - 수나
- 新 독수리 5형제 (SBS) - 수나
- 디지몬 세이버즈 (대원방송) - 쿠다몬, 레파몬, 치린몬, 슬레이프몬
- 디즈니 신데렐라 (비디오) - 신데렐라
- 라이온 킹 (비디오)  - 날라
- 라이온 킹 2 (비디오) - 날라
- 라이온 수호대 (디즈니 주니어) - 날라
- 란마 1/2 (비디오) - 주세나 ※초반부
- 마이티 마우스 (VIDEO) - 펄
- 막내둥이 또또 (EBS) - 엄마
- 무적캡틴 사우르스 (KBS) - 꼭지
- 미래소녀 엘피 (KBS) - 엘피
- 베르사이유의 장미 (비디오) - 오스칼 프랑소와즈 드 자르제
- 부기팝은 웃지 않는다 (투니버스) - 부기팝, 도하나
- 빛의 전사 프리큐어 Max Heart (애니원) - 여왕
- 사랑의 천사 웨딩피치 (SBS) - 데이지
- 사일런트 뫼비우스 (애니맥스) - 카즈미 리큐르
- 스피드왕 번개 (SBS) - 윤미라 선생님
- 신밧드: 7대양의 전설 (KBS) - 마리나
- 아이들이 사는 성 (EBS) - '답게? 답게!'편 왕비, 요리사
- 아쿠아 키즈 (SBS) - 씨씨
- 야채극장 베지테일 (EBS) - 주니어
- 오린의 대모험 (SBS) - 아비에나
- 올림포스 가디언 (SBS) - 다프네
- 요괴워치3 (투니버스) - '미래우사 요괴미스테리 파일' 중 스컬리
- 요랑아! 요랑아! (KBS) - 강현
- 요술 고양이 펠릭스 (SBS)
- 우리사이 짱이야 (KBS) - 박아람
- 은하수비대 (SBS) - 리코
- 이누야샤 (애니원) - 금강, 아이엄마(2화), 시녀장(85화), 달래(91화), 여자1(97화)
- 이누야샤 완결편 (애니원) - 금강
- 인형공주 리카 (KBS) - 인형기사 리카
- 잠의 요정 나일러스 (EBS) - 패라
- 쥐라기 월드컵 (KBS) - 위너 공주, 윌
- 천공의 에스카플로네 (SBS) - 말레네 공주
- 천방지축 하니 (KBS)
- 천지무용 in Love (투니버스) - 키요네
- 축구왕 슛돌이 (SBS) - 안나 ※초반부
- 카드왕 믹스마스터 (KBS) - 진, 디트 엄마
- 캣츠 아이(투니버스) - 나형사
- 컴퓨터용사 가디언 (KBS) - 스컬리 유령, 스컬리 로봇
- 포켓몬스터 AG (SBS) - 봄이, 동식, 솔이, 왕비, 진환, 포켓컴(42화)
- 피구왕 통키 (SBS)
- 하우스 오브 마우스 (디즈니 채널) - 신데렐라
- 헬로! 키티 (애니원) - 헬로 키티, 원숭이 몽키치

### 애니메이션 영화
- 바람계곡의 나우시카 (MOVIE)
- 블루워터의 비밀 (KBS) - 싸지
- 신데렐라 2 : MOVIE(디즈니) - 신데렐라
- 아치와 씨팍 (MOVIE) - 국장
- 유리가면 OVA (애니원) - 송연화
- 은하철도 999 리턴즈1 - 신비소녀 쥬라 (MOVIE) - 메텔
- 짱구는 못말려 극장판: 신혼여행 허리케인 ~사라진 아빠~ - 머뤼 라이언
- 주먹왕 랄프 2: 인터넷 속으로 (MOVIE) - 신데렐라

### 외화

#### 전담배우
- 줄리엣 비노쉬
  - 길로틴 트래지디 (KBS) - 마담 라
  - 세 가지 색 블루 (SBS) - 줄리
  - 초콜렛 (KBS) - 비앙
- 앤디 맥도웰
  - 내 마음의 수호천사 (KBS) - 셀마
  - 세인트 엘모의 열정 (SBS) - 데일
  - 허드슨 호크 (KBS) - 애나 바라글리
- 앤 헤이시
  - 볼케이노 (KBS) - 에이미 반즈
  - 식스 데이 세븐 나잇 (KBS) - 로빈 먼로
  - 왝 더 독 (KBS) - 위니 프레드
  - 존 큐 (KBS) - 레베카

#### 드라마
- X파일 (KBS) - 데이나 스컬리 (질리언 앤더슨)
- 위기의 주부들 (KBS) - 수잔 (테리 해처)
- 천재소년 두기 (KBS) - 컬리 (캐서린 레잉)
- 콜드 케이스 (KBS) - 릴리 러시 (캐서린 모리스)
- 탐정 몽크 (KBS) - 세로나 (비티 슈람)
- 판관 포청천 (KBS) - 장일분
- 호텔 바빌론 (KBS) - 레베카 미첼 (탐진 오스웨이트)
- 파워레인저 캡틴포스 (대원방송) - 루카 밀피(캡틴 옐로우) (이치미치 마오)
- 파워레인저 다이노소울 - 마스터 핑크
- 장미없는 꽃집 (JTBC) - 오노 유키 (사쿠 유미코)
- 슈퍼 볼케이노 (KBS) - 라이스 청장(레베카 젠킨스)
- 대지진 10.5 (KBS) - 주지사 (리베카 젠킨스)
- 코스비 가족 만세 (KBS) - 산드라 헉스터블(사브리나 르 보프)

#### 영화
- 행복했던 여자 (KBS) - 애드리엔 (골디 혼)
- 고인돌 가족 플린스톤 (KBS) - 윌마 (엘리자베스 퍼킨스)
- 전선 위의 참새 (KBS) - 매리앤 (골디 혼)
- 그래도 베니스가 좋다 (KBS)
- 금지옥엽 (KBS) - 로즈 (유가령)
- 길버트 그레이프 (KBS) - 베키 (줄리엣 루이스)
- 꾸러기 전쟁 (KBS) - 소피(마리-피에르 A. 다무어)
- 나의 사랑 나의 기사 (KBS)
- 나쁜 녀석들 (KBS) - 줄리 모트 (테아 레오니)
- 낫싱 엘스 (KBS) - 도라 샤르피 (주디트 셸)
- 너티 프로페서 (SBS) - 칼라(제이다 핀켓 스미스)
- 뉴욕 스토리 (KBS)
- 다크 하프 (SBS) - 리즈 (에이미 메디건)
- 듄 (SBS) - 이룰란 공주(버지니아 매드슨) / 엘리아(얼리샤 윗)
- 라디오 살인사건 (KBS) - 페니 (메리 스튜어트 마스터슨)
- 라스트 모히칸 (KBS) - 코라 (매들린 스토)
- 랜덤 하트 (SBS) - 케이 챈들러 (크리스틴 스콧 토머스)
- 레드 바이올린 (KBS)
- 레이디스 앤 젠틀맨 (KBS) - 프랑수아즈 (알레산드라 마르티네즈)
- 로보캅 2 (SBS) - 줄리엣 팍스 박사(벨린다 바우어)
- 리틀 부다 (SBS) - 리사 (브리짓 폰다)
- 마지막 지하철 (SBS) - 마리옹 (카트린 드뇌브)
- 말레피센트 2 - 잉그리스 왕비 (미셸 파이퍼)
- 맨 인 블랙 (KBS) - 로렐 웨버 (린다 피오렌티노)
- 머큐리 (KBS) - 스테이시 (킴 디킨스)
- 미스 포터 (KBS) - 비어트리스 포터 (러네이 젤위거/루시 보인턴)
- 반지의 제왕: 반지 원정대 (KBS) - 갈라드리엘 (케이트 블란쳇)
- 배트맨 2 (KBS) - 캣우먼 (미셸 파이퍼)
- 백발마녀전 2 (KBS) - 능월아 (종려시)
- 보디가드 (KBS) - 레이첼 (휘트니 휴스턴)
- 브레이브하트 (KBS) - 머론 (캐서린 매코맥)
- 비상근무 (KBS) - 매리 (퍼트리샤 아켓)
- 빅 마마 하우스 (SBS) - 셰리 피어스 (니아 롱)
- 사랑의 경주 (KBS) - 브리지 (다이안 레인)
- 성룡의 나이스 가이 (KBS)
- 성룡의 홍번구 (KBS) - 엘렌 (매염방)
- 세 가지 색: 레드 (KBS) - 발랑틴 (이렌 자코브)
- 수호전지 영웅본색 (SBS) - 임충 부인 (왕조현)
- 슈퍼맨 3 (KBS) - 로렐라이 (패멀라 스티븐슨)
- 아마데우스 (KBS) - 콘스탄체 모차르트 (엘리자베스 베리지)
- 아이 엠 러브(채널 A) - 엠마(틸다 스윈튼)
- 애니 홀 (KBS) - 앨리슨(캐롤 케인)
- 어느 날 밤에 생긴 일 (KBS) - 신문사 직원(베스 플라워스)
- 언브레이커블 (KBS) - 오드리 던 (로빈 라이트)
- 업 클로즈 앤 퍼스널 (KBS) - 탤리 앳워터 (미셸 파이퍼)
- 업보 (KBS) - 사라
- 에어 아메리카 (SBS) - 커린 (낸시 트래비스)
- 에이 아이 (KBS) - 모니카 스윈튼 (프랜시스 오코너)
- 엑스파일: 미래와의 전쟁 (KBS) - 다나 스컬리 (질리언 앤더슨)
- 올 파이어드 업 (SBS) - 폴린 (이자벨 아자니)
- 용재변연 (SBS) - 데이지 (관수미)
- 의혹 (SBS) - 바바라 사비치 (보니 베델리아)
- 인사이더 (KBS) -  와이갠드 부인(다이안 베노라)
- 인조인간 오토매틱 (KBS, SBS) - 노라 (데프니 아쉬브룩)
- 일곱가지 유혹 (SBS) - 악마 (엘리자베스 헐리)
- 잉글리쉬 페이션트 (KBS) - 캐트린 (크리스틴 스콧 토머스)
- 자칼 (SBS) - 이자벨라 (마틸다 메이)
- 제5원소 (SBS) - 릴루 (밀라 요보비치)
- 존 말코비치 되기 (KBS) - 맥신 (캐서린 키너)
- 죽음의 터널 (KBS) - 사비나 검사 (아글라이아 시스코비츠)
- 줄리엣을 위하여 (KBS) - 엠마 (카렝 비야)
- 쥬라기 공원 2: 잃어버린 세계 (KBS) - 사라 하딩(줄리앤 무어)
- 지금은 통화중 (KBS) - 매디 (리사 쿠드로)
- 천녀유혼 3 (SBS) - 소탁 (왕조현)
- 초대받지 않은 손님 (KBS) - 조안나 (캐서린 호튼)
- 축복의 조건 (SBS) - 다이애나 (가브리엘 가테리스)
- 카모메 식당 (KBS) - 사치에 (코바야시 사토미)
- 캠퍼스 정글 (MBC) - 크리스틴 (크리스티 스완슨)
- 탑 건 (KBS) - 찰리 (켈리 맥길리스)
- 트론 (KBS) - 로라 (신디 모건)
- 포스 오브 네이처 (SBS) - 브리짓 (모라 티어니)
- 프리쳐스 와이프 (KBS) - 줄리아 (휘트니 휴스턴)
- 프리퀀시 (SBS) - 줄리아 (엘리자베스 미첼)
- 프린세스 다이어리 (KBS) - 엄마 (캐럴라인 구돌)
- 허드서커 대리인 (KBS) - 에이미 아처 (제니퍼 제이슨 리)
- 황야의 결투 (KBS) - 클레멘타인(캐시 다운즈)
- LA 스토리 (SBS) - 사라 (빅토리아 테넌트)
- 007 골드핑거 (KBS) - 질 마스터슨 (셜리 이톤)
- 007 살인 번호 (KBS) - 허니 라이더 (우슬라 안드레스)
- 7월의 축제 (KBS) - 벨라 (엠베스 데이비츠)

### 내레이션
- 대구상의 100년 : 1부 영광과 시련의 세월 (대구MBC)
- 생로병사의 비밀 (KBS, 2002년 ~ 2016년 7월 27일)
- 재밌는 TV 롤러코스터 - 남녀탐구생활 (tvN, 2009년)
  - 마네킹 시트콤 <스컬리와 멀더의 신혼 X파일> - 스컬리 역
- 퀴즈쇼 사총사 (KBS)
- 화성인 VS 화성인 (tvN)
- MBC 스페셜 (MBC)
- KBS 2TV <TV 소설 은희> (내레이션)
- 맨 인 블랙박스 (SBS)
- 이것은 실화다 (TV조선)
- 특종! 사건파일 (KBS)
- KBS 1TV <다큐공감> 165회 : 현해탄을 건넌 해녀들 (내레이션)
- KBS 1TV <다큐공감> 179회 : 사랑해요, 존경해요 강칼라수녀 (내레이션)
- KBS 2TV <TV 소설 그 여자의 바다> (내레이션)
- KBS 1TV  <다큐공감> 278회 : 태평마을 빨래터 합창단 (내레이션)
- 생존의법칙 (KBS2)
- KFN 라디오 시보멘트

### 광고
- 공익광고협의회 (친절, 불우이웃돕기)
- 아모레퍼시픽 (마몽드립스틱, 마몽드메이크업, 설록차, 설록차캔)
- 롯데칠성음료 (청하화인, 블랑디스)
- 남성토탈패션 덴폴
- 농심 (보글보글찌개면)
- 쌍방울 트라이
- 테팔
- 맥도날드
- 한독 케토톱
- 매일유업

### 지역광고
- 부부주단 - 대전

### 라디오 진행
- 대한민국 경제실록 (KBS 제1라디오)
- 경제드라마 굿모닝 홍길동 (KBS 제2라디오)
- 한국교통방송 《낭만이 있는 곳에》, 《브라보 마이 웨이》
- KBS 무대 10년(아빠는 출장중) (KBS 제1라디오)
- 라디오 여행기(김남희의 국토도보종단기) (KBS 제3라디오)
- 라디오 여행기(하쿠나마타타, 우리 같이 춤출래) (KBS 제3라디오)
- EBS 고전읽기 (EBS FM)

### 방송
- KBS 아침뉴스타임 (KBS2)
- SBS 8 뉴스 (SBS)
- 강심장 (SBS)
- 놀러와 (MBC)
- 놀라운 대회 스타킹 (SBS)
- 생방송 투데이 (SBS)
- 여유만만 (KBS2)
- 연예가 중계 (KBS2)
- 톡톡 이브닝 (KBS2)
- 아침마당 (KBS1)
- 사랑의 가족 (KBS2)

### 드라마
- 그대를 사랑합니다 (SBS 플러스) - 보육원 원장

### 게임
- 헤일로 리치 - 나레이션
- 안젤리크 스페셜 - 로잘리아
- 철권 6 - 레오 클리젠
- 철권 6: 블러드라인 리벨리온 - 레오 클리젠
- 철권 태그 토너먼트 2 - 레오 클리젠
- 레인보우식스 테이크다운 - 오퍼레이터

### 인터넷
- 레인보우 살인사건 (옛날방송국) - 고은하

### 안내방송
- 카카오내비 남녀탐구생활 ver. 안내방송

## 저서
| 책 이름            | 출시일          | 페이지 | 판형 | 출판사 | 국제 표준 도서 번호 | 비고 |
| ------------------ | --------------- | ------ | ---- | ------ | ------------------- | ---- |
| 속상해 하지 마세요 | 2010년 2월 10일 | 267쪽  | A5   | 포복   | ISBN 9788993418194  |      |

## 수상 경력
- 2010년 제4회 케이블TV 방송대상 올해의 스타상 《롤러코스터》

## 참고 자료
- 한국방송 성우극회